# Edna May Weick
Edna May Weick, (o anche Edna Weick) (New York, 10 luglio 1905 – New York, febbraio 1983), è stata un'attrice statunitense che come attrice bambina nel cinema muto interpretò 35 film dal 1911 al 1913 (tra i 6 e gli 8 anni d'età).

## Biografia
Nata a Manhattan, Edna May esordisce nel 1911 a soli sei anni come attrice bambina in un cortometraggio della Edison diretto da J. Searle Dawley, uno dei registi di punta della casa di produzione, specializzato in film dedicati all'infanzia. Nella sua carriera di attrice di cinema, Edna interpreta 35 pellicole che gira accanto ad attori popolari nei primi anni del cinema muto come Mary Fuller, Charles Ogle, Shirley Mason, Gladys Hulette, Jeanie Macpherson.
Si ritira nel 1913, a otto anni. Il suo ultimo film è A Lady of Quality di J. Searle Dawley, il regista che l'aveva diretta anche al suo esordio due anni prima.
Muore nel 1983, a New York, la sua città natale, all'età di 78 anni.

## Riconoscimenti
- Young Hollywood Hall of Fame (1908-1919)

## Filmografia
La filmografia è completa. Quando manca il nome del regista, questo non viene riportato nei titoli

### Cortometraggi
- The Doctor, regia di J. Searle Dawley (1911)
- A Buried Past, regia di Edwin S. Porter (1911)
- The Child and the Tramp, regia di Bannister Merwin (1911)
- Edna's Imprisonment (1911)
- The Price of a Man (1911)
- The Minute Man, regia di Oscar Apfel (1911)
- The New Church Carpet (1911)
- The Switchman's Tower (1911)
- For the Queen (1911)
- Pull for the Shore, Sailor! (1911)
- A Man for All That, regia di Oscar Apfel (1911)
- The Heart of Nichette, regia di Ashley Miller (1911)
- Stage-Struck Lizzie, regia di C.J. Williams (1911)
- Santa Claus and the Clubman, regia di Ashley Miller (1911)
- Papa's Sweetheart, regia di Bannister Merwin (1911)
- The Little Organist - cortometraggio (1912)
- The Stolen Nickel, regia di Bannister Merwin (1912)
- Lucky Dog (1912)
- Children Who Labor, regia di Ashley Miller (non accreditato) (1912)
- For the Commonwealth (1912)
- The Little Woolen Shoe, regia di Bannister Merwin (1912)
- Billie (1912)
- The Artist and the Brain Specialist, regia di Harry Furniss (1912)
- Eddie's Exploit (1912)
- The Grouch (1912)
- More Precious Than Gold, regia di J. Searle Dawley (1912)
- Marjorie's Diamond Ring (1912)
- How Bobby Joined the Circus (1912)
- 'Ostler Joe, regia di J. Searle Dawley (1912)
- The Usurer's Grip, regia di Bannister Merwin (1912)
- Mother Goose in a Sixteenth Century Theatre (1912)
- A Christmas Accident, regia di Harold M. Shaw (1912)
- When Joey Was on Time, regia di Richard Ridgely (1912)
- The Eldorado Lode (1913)

### Lungometraggi
- A Lady of Quality, regia di J. Searle Dawley (1913)